# Diplotaxodon macrops
Diplotaxodon macrops è una specie di ciclidi haplocromini endemica del Lago Malawi. Si trova in tutto il lago in Malawi, Mozambico e Tanzania. Predilige ripiani rocciosi presso il letto del lago. Sembra essere una specie mangia-plancton che si nutre di larve di insetti, crostacei e diatomee.